# Абас, Стивен
Стивен Энтони Абас (англ. Stephen Anthony Abas; 12 января 1978, Санта-Ана, Калифорния, США) — американский борец вольного стиля, серебряный призёр летних Олимпийских игр 2004 года, победитель Панамериканских игр 2003 года, трёхкратный чемпион NCAA в дивизионе I.

## Биография
Заниматься борьбой Стивен Абас начал в 7 лет. Во время своей учёбы в университете штата Калифорния во Фресно Абас трижды становился чемпионом NCAA в дивизионе I в категории до 57 кг. В 1998 году Абас стал чемпионом мира среди юниоров. Абас пытался отобраться на Олимпийские игры 2000 года, но на национальных отборочных соревнованиях занял лишь 4-е место. На своём первом взрослом чемпионате мира в 2001 году американский борец занял 16-е место. Дважды в 2002 и 2003 годах Абас становился победителем домашних этапов Кубка мира. Свою первую значимую взрослую награду Стивен завоевал в августе 2003 года, выиграв золото на Панамериканских играх в Санто-Доминго.
В августе 2004 года Стивен Абас вошёл в состав сборной США для участия в летних Олимпийских играх в Афинах. Американский борец выступал в весовой категории до 55 кг. На групповом этапе Абас одержал две победы, в том числе ему удалось выиграть у чемпиона мира 2002 года кубинца Рене Монтеро. В плей-офф Абас последовательно победил китайского борца Ли Чжэнюя и японца Тикара Танабэ. В финале соперником Стивена стал молодой россиянин Мавлет Батиров. Навязать противнику свою борьбу у Абаса не получилось и он проиграл свой поединок со счётом 1:9.
После окончания любительской карьеры провёл три боя в смешанных единоборствах, одержав победу в каждом из них.

## Статистика в профессиональном ММА
| Результат | Рекорд | Соперник         | Способ                     | Турнир                       | Дата            | Раунд | Время | Место                   | Примечание |
| --------- | ------ | ---------------- | -------------------------- | ---------------------------- | --------------- | ----- | ----- | ----------------------- | ---------- |
| Победа    | 3-0    | Клинт Джерона    | TKO (отказ от продолжения) | Rebel Fighter – Annihilation | 13 августа 2011 | 3     | 5:00  | Плимут, Калифорния, США |            |
| Победа    | 2-0    | Джои де ла Крус  | Раздельное решение         | TPF 5: Stars and Strikes     | 7 сентября 2010 | 3     | 3:00  | Лемор, Калифорния, США  |            |
| Победа    | 1-0    | Сэм Стивенс-Мило | Единогласное решение       | TPF 4: Cinco de Mayhem       | 5 мая 2010      | 3     | 3:00  | Лемор, Калифорния, США  |            |